# Ušetřeno.cz
Ušetřeno.cz je srovnávací portál, který porovnává ceny energií, bankovní produkty, pojištění nebo mobilní tarify. Web v březnu 2015 navštívilo 331 421 návštěvníků.

## Historie
Srovnávač Ušetřeno.cz založil v polovině roku 2010 David Nevečeřal s Jakubem Zamrazilem. První produkty, které si mohli zákazníci sjednat, byly půjčky, elektřina a plyn. Během podzimu 2010 přibyla možnost srovnání hypotečních úvěrů a cestovního pojištění. V následujících letech se nabídka služeb rozšířila. V roce 2011 přibylo srovnání povinného ručení. Od listopadu 2014 funguje kalkulačka mobilních tarifů a v roce 2015 přibyla sekce internetového připojení.
Během roku 2011 do portálu majetkově vstoupila investiční skupina Chenen. Zpočátku společnost fungovala v 6 lidech, dnes má Ušetřeno.cz přes 100 zaměstnanců.

## Hlavní činnost
Ušetřeno.cz je český online srovnávač služeb provozovaný stejnojmennou společností Ušetřeno.cz s.r.o. (ič 24684295), která se původně jmenovala AdFinance s.r.o., ale byla přejmenována v roce 2015. Celkem porovnává produkty ze 14 různých oblastí. Jedná se například o mobilní tarify, elektřinu, plyn, půjčky, internet, hypotéky, cestovní pojištění, povinné ručení, účty nebo kreditní karty. Vybrané produkty a služby lze objednat online a po telefonu. 
Ušetřeno.cz se spolu s partnery snaží bojovat proti problému podomních prodejců a jiným formám neetického netransparentního prodeje.